# Tržič
Tržič je město a správní středisko stejnojmenné občiny ve Slovinsku v Hornokraňském regionu. Leží při soutoku řek Tržiška Bistrica a Mošenik, asi 39 km severozápadně od Lublaně. V roce 2019 zde trvale žilo 3 670 obyvatel.
Městem procházejí silnice 101 a 410. Sousedními městy jsou Kranj, Radovljica a rakouský Ferlach.

## Historie

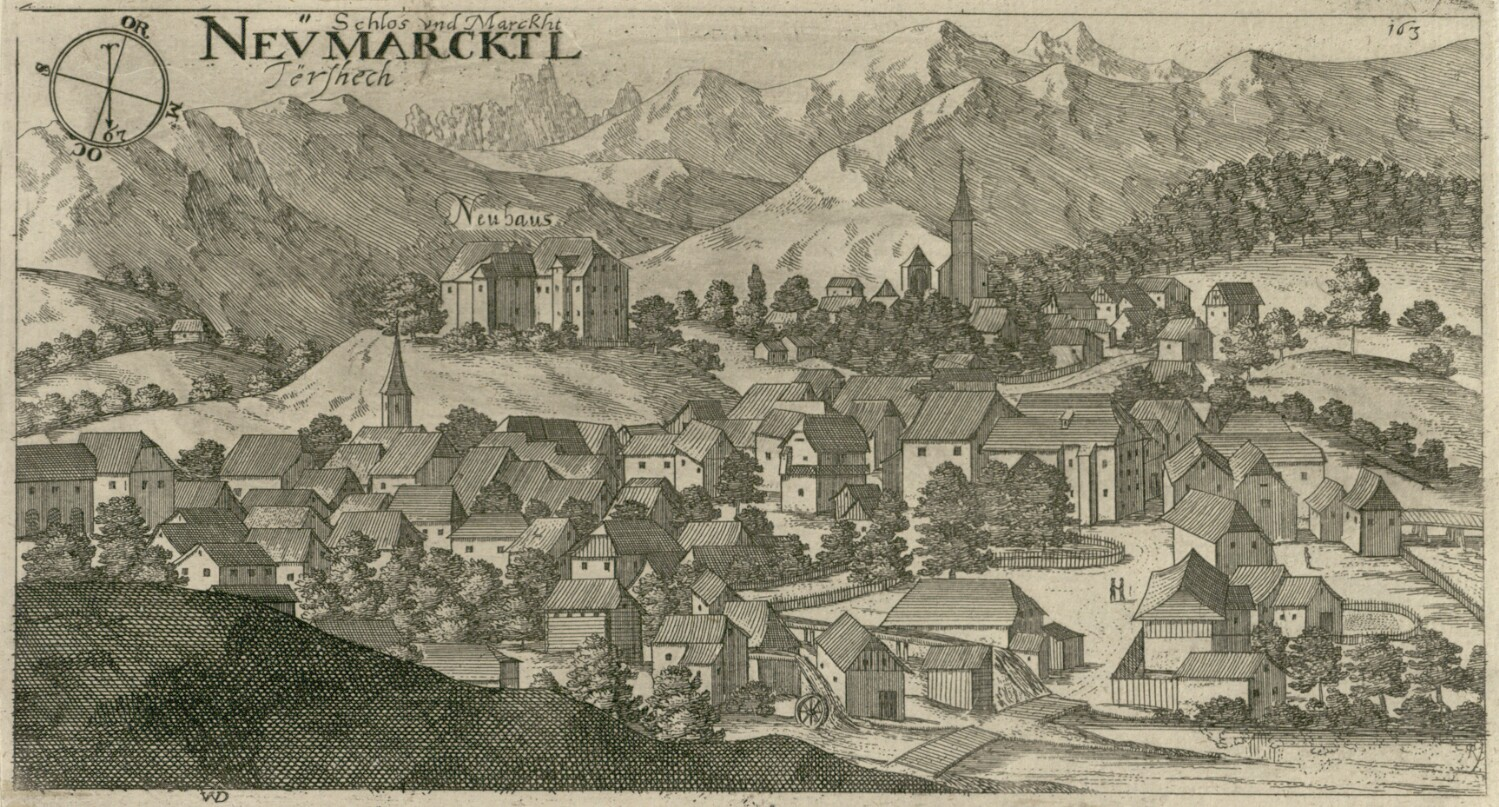
Tržič s hradem Neuhausem, Johann Weikhart von Valvasor, rytina z roku 1679

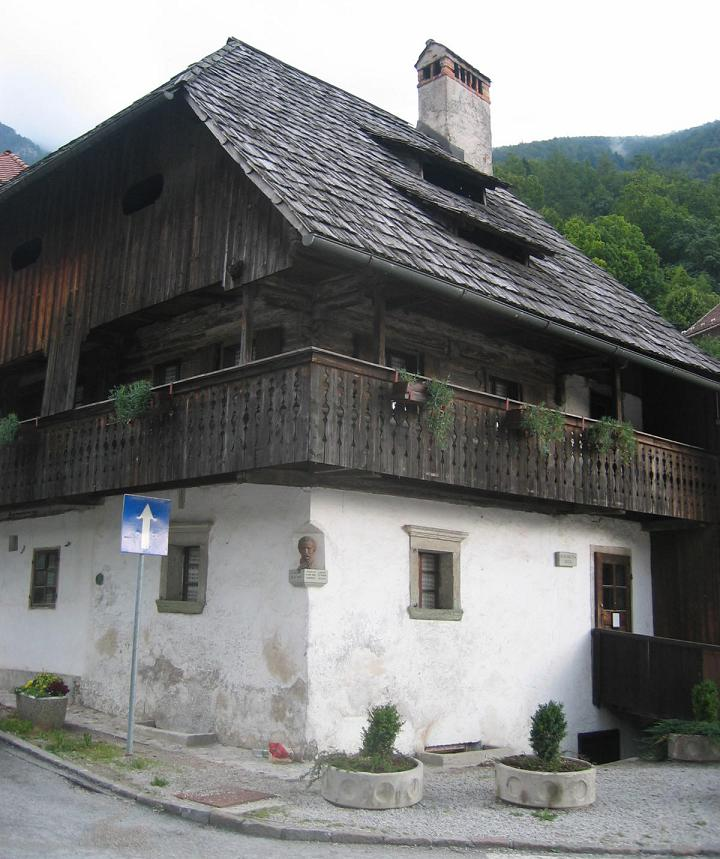
Kurnikův dům - muzeum

Nejstarší osídlení bylo na svazích nad Tržičem a tvořilo je Forum in Lubelino, antická osada z doby Římské říše, kdy tudy vedla silnice z Emony (nynější Lublaň) přes alpský průsmyk na Virunum v provincii Noricum (v Rakousku). Po velkém zemětřesení byla osada zničena. Převážně němečtí obyvatelé se přestěhovali do údolí, kde založili tržní ves Tržič (německy Neumarktl), dodnes platný název. Na její ochranu byl ve 13. století postaven hrad Neuhaus.
Tržní a městské právo obci v 80. letech 15. století udělil římský císař Fridrich III. Habsburský z iniciativy tehdejších majitelů obce, Lovrence Paradajzara z hradu Neuhaus a dědiců Janeze Lamberga z hradu Gutenberg. Město bohatlo z dálkového obchodu a dopravy mezi Terstem a Rakouskem.
V roce 1811 Tržič postihl velký požár, při němž zemřelo 75 lidí a shořelo 150 domů a více než 60 dílen. Rekonstrukce města probíhala velmi pomalu, ale důkladně podle požárních předpisů (povinná montáž kovových dveří a okenic, omítání dřevěných stropů). Urbanistické řešení z té doby je dochováno, zvláště na náměstí.

## Památky
- Zámek Neuhaus, původně gotický hrad, připomínaný roku 1328, přestavěný na mohutnou renesanční a raně barokní rezidenci. Dědictví hraběnky Romany Anny ze Strassoldo-Grafenbergu, rozené z Auerspergu zakoupil její zeť Václav Radecký z Radče a po požáru z roku 1811 dal na jeho základech pro svou rodinu postavit nový panský dům, který obýval do roku 1819.
- Hrad Gutenberg (Altgutenberg, Hudi grad) - ruiny ze 13.-14. století
- Kostel Zvěstování Panny Marie
- kostel sv. Ondřeje - středověkého původu, po roce 1811 zásadně přestavěn v novogotickém stylu
- kostel sv. Josefa, založen roku 1708, původně barokní stavba, přestvěná po roce 1811
- Devova hiša - rodný dům Felikse Deva
- Kurnikova hiša - dobře dochovaný alpský horský dům, nyní muzeum básníka Vojteha Kurnika
- Tržniški muzej - regionální muzeum s expozicí umění, dějin a archeologie od doby římské do novověku; památník Josefa Václava Radeckého z Radče a jeho manželky Františky Romany

## Slavné osobnosti
- Feliks Anton Dev (1732-1786), také Ioannes Damascenus a Maria, augustinián, slovinský spisovatel, básník a překladatel
- Františka Romana Radecká z Radče, rozená hraběnka ze Strassoldo-Grafenbergu (1781-1854), manželka polního maršála, hraběte Václava Radeckého z Radče; narodila se v zámku Neuhaus a žila zde společně s manželem a dětmi několik let do roku 1819.[1]